# Теллурия
«Теллурия» — десятый роман Владимира Сорокина. Вышел 15 октября 2013 года в издательстве Corpus. Отмечен второй премией «Большая книга» (сезон 2013—2014).

## Содержание
Книга лишена сквозного сюжета и разбита на 50 глав без названий (коротких новелл), пронумерованных римскими цифрами. Персонажи глав пересекаются редко. Действие этой мозаики происходит в середине XXI века на территории от Алтая до Мадрида. Европа после мировой войны с ваххабитами вернулась в Средневековье, а к власти пришли рыцари-тамплиеры. Россия распалась на княжества, в некоторых из которых осуществился православный коммунизм. 
В алтайской республике Теллурия из редкого материала теллура изготавливают волшебные гвозди, которые пользуются большим спросом во всём мире. Это мощнейший наркотик, так что, если забить такой гвоздь в голову в строго определённое место, можно испытать ни с чем не сравнимое наслаждение. Отныне самая востребованная профессия — «плотник», забивающий теллуровые гвозди наименее летальным способом.

## Отзывы
- Антон Долин («Новая газета»): «Книга дышит свободой многовариативности, переданной — как всегда у виртуоза Сорокина — на уровне языка. Точнее, языков. <…> Таких сложных конструкций у Сорокина до сих пор не было ни разу; таких живых персонажей, в которых при всём желании невозможно увидеть лишь „носителей дискурса“, — тоже. Что ни глава, то завязка для ненаписанного романа, повести или сценария. <…> Дрейфуя от одного острова этого бесконечно изобретательного архипелага к другому, мы испытываем тот самый теллуровый кайф, который так медицински точно описывает автор.»[2].
- Андрей Архангельский: «Сорокин — почти единственный сегодня в России писатель, для которого язык, речь играют ключевую, самостоятельную роль. В этом романе настоящий и единственный герой — язык, точнее, разные языки: это новый Вавилон. Каждый язык индивидуален, каждый присущ, говорит о говорящем — он вновь концептуален, независимо от степени грамотности или владения. <…> Это не политический роман, не сатира — это кадиш о языке. Молитва, исполненная на пятидесяти разных языках. Верните то, с чем можно работать, с чем возможно играть. В тоске по различиям Сорокин возвращает „себе“ даже язык соцреализма — перед лицом новой опасности, гораздо более страшной: перед угрозой разъязыковления. И вот ведь что важно: ничего с этим поделать нельзя. Спасёт только катастрофа.»[3].
- Анна Наринская («Коммерсантъ»): «Сорокин управляется с речью головокружительным каким-то способом. Никто из тех, кто сегодня пишет по-русски, с ним и рядом не стоял. И если желать что-нибудь автору „Теллурии“ предъявить, так это то, что его роман — книга нескрыто самолюбовательная, немного с привкусом „вот как я могу“. А может Сорокин долго и по-разному. Языков в „Теллурии“ множество — почти столько же, сколько глав. Язык письма в ЖЭК, язык молитвы, язык русских переводов европейской классики и множество как будто придуманных, но всегда узнаваемых языков. <…> При этом в самой идее сорокинской антиутопии нет ничего сногсшибательно нового и значимого — ни относительно его прежних книг, ни относительно вполне распространённых представлений о близости „нового средневековья“.»[4].
- Алла Латынина («Новый мир»): «Лоскутное одеяло „Теллурии“ сшито мастером по уникальной технологии. Повторить невозможно. <…> В книге пятьдесят глав, в каждой — новый герой. Почти в каждой намечен сюжет, который мог бы быть развёрнут в целый роман. Но автор безжалостно бросает героя, как только читателя начинает интересовать продолжение. <…> Сорокин только играет в будущее, а интересует его, как и каждого крупного писателя, настоящее. Гвоздь в голове — это не радужный прогноз, не тревожное предостережение, а метафора.»[5].
- Дмитрий Кузьмин заявил, что «поэтика „Теллурии“ идеально кристаллизована и не предполагает никакой возможности двигаться дальше, она на уровне формы и метода воплощает в себе конструктивную идею сюжета — галлюцинозные блуждания в отражениях уже бывшей реальности под воздействием вбитого в голову гвоздя»; финал романа, по мнению Кузьмина, — это «добровольная робинзонада после босховской панорамы предшествующих сотен страниц», которая представляет собой «выброшенный от лица цивилизации белый флаг»[6].
- Роман Арбитман («Профиль»): «В один роман, как в безразмерный походный рюкзак, автор сложил разнообразные чаяния своих потенциальных читателей, чтобы каждому досталось хоть по сегментику ожидаемого ими будущего. Полсотни глав, где такое будущее описано, — это полсотни отдельных маленьких утопий, на любой вкус, цвет и настрой. Тот, кто верует в Аллаха Немилосердного, грезит закатом Европы и ей же грозит джихадом, прочтёт в романе о победоносной высадке талибов в Германии и о том, как Старый Свет едва не превратился в новый халифат. Того, кто ждёт реванша европейского христианства, автор тоже не обидит: предложит картину крестового похода завтрашних тамплиеров, седлающих гигантских роботов и улетающих на восход. <…> Понятно, что при таком подходе роман лишается даже подобия главных героев и единства стиля, превращаясь в разухабисто-унылый фельетон — лоскутное одеяло, сшитое из сиюминутных прогнозов политологов, желтеющих газетных передовиц, постмодернистских каламбуров и скабрёзных анекдотцев. Быть может, затея бы так-сяк удалась, если бы автор сумел изобрести сюжетный клей, могущий подружить гномиков с партизанами, крестоносцев с псоглавцами, парторгов с киборгами, а колхозников с царевной-нимфоманкой и целым взводом говорящих фаллосов. Но чуда не случилось.»[7].
- Александр Кузьменков («Урал»): «Сорокин снова да ладом перевирает „Улисса“, написанного всеми британскими диалектами, и потому изъясняется на все лады: то по-евангельски, то по-чиновничьи, а то и вовсе по-матерну, — смех и грех. Да переврать не значит переплюнуть. Но распеканцию России-матушке устроил знатную — просто антик с гвоздикой!»[8]

## Признание
Роман Сорокина считался одним из фаворитов премии «Большая книга», однако получил лишь вторую премию, уступив роману Захара Прилепина «Обитель». Аналогичным образом «Теллурия» считалась главным фаворитом премии «НОС» и получила приз зрительских симпатий, однако в финальном голосовании большинство членов жюри предпочло сборник рассказов Алексея Цветкова-младшего «Король утопленников». При этом один из членов жюри, режиссёр Константин Богомолов, охарактеризовал роман как абсолютную вершину творчества Сорокина.

## Переводы и адаптации
Хотя рецензенты писали о практической невозможности перевода романа на другие языки, 5 октября 2015 года в Хельсинкском университете состоялась презентация финского перевода романа, выполненного Анной Тайтто.
Весной-летом 2015 года в Венеции во время биеннале в палаццо Рокка Контарини Корфу работала выставка «Павильон Демократической Республики Теллурия (ДРТ)», на которой были представлены картины Владимира Сорокина и живописца Жени Шефа на темы романа. На открытии выставки 7 мая 2015 года художники провели перформанс. Организатором выставки и перформанса выступил куратор Дмитрий Озерков.
В феврале 2019 года Константин Богомолов поставил в Театре на Таганке спектакль «Теллурия».